# Маркиз де Лансароте
Маркиз де Лансароте — испанский дворянский титул. Он был создан 1 мая 1584 года королем Испании Филиппом II для Агустина де Эрреры и Рохаса, губернатора и капитана островов Мадейра и Порту-Санту. Агустин де Эррера и Рохас получил маркизат в качестве награды за его участие в битве при Понта-Дельгада (1582).
9 сентября 1567 года король Испании Филипп II присвоил Агустину де Эррере и Рохасу титул 1-го графа де Лансароте.
Название маркизата происходит от названия острова Лансароте в составе архипелага Канарские острова.

## История
В 1402—1405 годах нормандский барон Жан де Бетанкур завоевал канарские острова Лансароте, Иерро и Фуэртевентура. Жан де Бетанкур, признавший себя вассалом кастильской короны, был признан сеньором Канарских островов королем Энрике III. Его сын и преемник, король Кастилии Хуан II, подтвердил в 1417 году сеньорат Жана де Бетанкура над островами.
В 1412 году Жан де Бетанкур навсегда вернулся в Нормандию, оставив вместо себя главным своего родственника Масио де Бетанкура (1385—1454). В 1418 году Масио де Бетанкур продал свои владения и право на завоевание оставшихся островов кастильскому дворянину Энрике Пересу де Гусману (1371—1436), 2-му графу де Ньебла. С 1430 по 1445 год сеньорией Лансароте и Фуэртевентура владел кастильской род де лас Касас. В 1445 году владельцем островов стал кастильский идальго Эрнан Пераса эль-Вьехо (ок. 1390—1452), который был женат на Инес де Лас Каса де Бетанкур (ок. 1410—1425/1445), дочери Гильена де Лас Касаса (1375—1445) и Инес де Бетанкур. В 1447 году Эрнан Пераса возглавил военную экспедицию на Канарские острова, во время которой на острове Ла-Пальмы был убит аборигенами его сын Гильен Пераса (1422—1447). В 1452 году после смерти Эрнана Перасы единственной наследницей и сеньорой Канарских островов стала его дочь, Инес Пераса де ла Каса (ок. 1424—1503), которая была женой Диего Гарсии де Эррера и Айала (ок. 1417—1485). В 1477 году Инес Пераса де лас Касас продала свои сюзеренные права на Канарские острова католическим королям Изабелле Кастильской и Фердинанду Арагонскому.

## Список сеньоров, графов и маркизов де Лансароте
|                                      | Титул                                                         | Период                     |
| Сеньоры Канарских островов           | Сеньоры Канарских островов                                    | Сеньоры Канарских островов |
| ------------------------------------ | ------------------------------------------------------------- | -------------------------- |
| I                                    | Жан де Бетанкур                                               | 1403-1418                  |
| II                                   | Масио де Бетанкур (наместник)                                 | ок. 1411—1418              |
| III                                  | Энрике де Гусман, граф Ньебла                                 | 1418-1430                  |
| IV                                   | Гильен де лас Касас                                           | 1430-1440                  |
| V                                    | Гильен де лас Касас эль-Мосо                                  | 1440-1443                  |
| VI                                   | Инес де лас Касас                                             | 1443 — ок. 1450            |
| VII                                  | Инес де Переса де лас Касас                                   | 1454-1503                  |
| Сеньоры де Лансароте и Фуэртевентура |                                                               |                            |
| I                                    | Санчо де Эррера эль-Вьехо                                     | 1503-1534                  |
| II                                   | Костанца Сармьенто ла Моса                                    | 1534-1549                  |
| III                                  | Агустин де Эррера и Рохас (1-й граф и маркиз)                 | 1549-1598                  |
| …                                    | Все последующие 14 маркизов были сеньорами Канарских островов | 1598-1837                  |
| Графы де Лансароте                   |                                                               |                            |
| I                                    | Агустин де Эррера и Рохас (затем 1-й маркиз де Лансароте)     | 1567-1584                  |
| Маркизы де Лансароте                 |                                                               |                            |
| I                                    | Агустин де Эррера и Рохас (ранее 1-й граф де Лансароте)       | 1584-1598                  |
| II                                   | Агустин де Эррера и Рохас                                     | 1598-1631                  |
| III                                  | Агустин де Эррера и Рохас                                     | 1631-1632                  |
| IV                                   | Луиза Браво де Гусман                                         | 1632-1661                  |
| V                                    | Фульхенсио Браво де Гусман и Менесес                          | 1661-1665                  |
| VI                                   | Хуан Франсиско Дуке де Эстрада и Браво де Гусман              | 1665-1696                  |
| VII                                  | Мануэль Дуке де Эстрада и Менесес                             | 1696-1709                  |
| VIII                                 | Леонор Дуке де Эстрада и Урбина                               | 1709-1718                  |
| IX                                   | Мартин Гонсалес де Кастехон Бельвис и Ибаньес                 | 1729-1736                  |
| X                                    | Мартин Гонсалес де Кастехон и Ибаньес де Сеговия              | 1736-1752                  |
| XI                                   | Мартин Гонсалес де Кастехон и Вильялонга                      | 1752-1764                  |
| XII                                  | Мария дель Пилар Гонсалес де Кастехон и Вильялонга            | 1764-1775                  |
| XIII                                 | Мария де Сильва и Гонсалес де Кастехон                        | 1775-1825                  |
| XIV                                  | Хуан де Керальт и Сильва                                      | 1825-1865                  |
| XV                                   | Хуан де Керальт и Букарелли                                   | 1865-1873                  |
| XVI                                  | Иполито де Кральт и Бернальдо де Кирос                        | 1873-1877                  |
| XVII                                 | Энрике де Керальт и Фернандес Макейра                         | 1877-1934                  |
| XVIII                                | Энрике де Керальт и Хиль-Дельгадо                             | 1953-1967                  |
| XIX                                  | Луис Фелипе Бенитес де Луго и Масьё                           | 1967 — настоящее время     |

## Сеньоры деЛансаротеиФуэртевентура
- Инес Пераса де лас Касас (ок. 1424—1503), сеньора Канарских островов, дочь Эрнана Пераса эль-Вьехо и Инес де лас Касас.
  - Супруг — Диего Гарсия де Эррера и Айала (1416—1485), 1-й граф де ла Гомера. сын Педро Гарсии де Эрреры и Рохаса, маршала Кастилии, сеньора де Ампудия, и Марии Лопес де Айала Сармьенто и Кастилья.
- Санчо де Эррера эль-Вьехо (1442—1534), 1-й сеньор де Лансароте и Фуэртевентура. Сын Диего Гарсии де Эррера и Айала, 1-го графа де ла Гомера, и Инес Пераса де лас Касас, сеньоры Канарских островов.
  - Супруга — Виоланта де Сервантес, дочь Хорхе де Медины и Беатрис Барба.
- Констанса Сармьенто де Эррера ла Моса (? — 1549), 2-я сеньора де Лансароте и Фуэртевентура. Внебрачная дочь Санчо де Эрреры и Каталины Дарфиа.
  - Супруг — Педро Хосе Фернандес де Сааведра и Эскобар де лас Роэлас (ок. 1510—1545), де-юре сеньор де Лансароте, сын Фернандо Ариаса де Сааведры и Сармьенто, 2-го сеньора де Фуэртевентура и 6-го сеньора де Алькала, и Каталины Эскобар де лас Роэлас.
- Агустин де Эррера и Рохас Сармьенто (1537—1598), 3-й сеньор де Лансароте и Фуэртевентура. Сын Педро Хосе Фернандеса де Сааведры и Эскобара де лас Роэласа и Исео де Леон.
  - Супруга — Инес Бенитес де лас Куэвас и Понте (? — 1588), дочь Педро де Понте и Вергара и Каталины де лас Куэвас
  - Супруга — Марианна де Энрикес и Манрике де ла Вега (? — 1637), дочь Диого де Тейве, коррехидора Арекипы, и Изабель Энрикес де ла Вега.

## Список маркизов де Лансароте
- Агустин де Эррера и Рохас Сармьенто (1537—1598), 3-й сеньор де Лансароте и Фуэртевентура (1549), 1-й граф де Лансароте (1567), 1-й маркиз де Лансароте (1584). Сын Педро Хосе Фернандеса де Сааведры и Эскобара де лас Роэласа и Исео де Леон.
  - Супруга — Инес Бенитес де лас Куэвас и Понте (? — 1588), дочь Педро де Понте и Вергара и Каталины де лас Куэвас
  - Супруга — Марианна де Энрикес и Манрике де ла Вега (? — 1637), дочь Диого де Тейве, коррехидора Арекипы, и Изабель Энрикес де ла Вега.
- Агустин де Эррера и Рохас Энрикес (1594—1631), 2-й маркиз де Лансароте, сын предыдущего и Марианны де Энрикес и Манрике де ла Вега.
  - Супруга — Луиза Браво де Гусман (? — 1661), 4-я маркиза де Лансароте, дочь Херонимо де Гусмана и Браво де Лагунас и Антонии Браво дель Кастильо.
- Агустин де Эррера и Рохас Гусман (1625—1632), 3-й маркиз де Лансароте, сын предыдущего и Луизы Браво де Гусман. Скончался в возрасте семи лет.
- Луиза Браво де Гусман (? — 1661), 4-я маркиза де Лансароте, дочь Херонимо де Гусмана и Браво де Лагунаса и Антонии Браво дель Кастильо.
  - Супруг — Антонио де Мендоса (? — 1621), кавалер Ордена Сантьяго
  - Супруг — Агустин де Эррера и Рохас Энрикес (1594—1631), 2-й маркиз де Лансароте
  - Супруг — Хуан де Кастилья Агуайо и Осес, сеньор дель-Висо и Малабриго
  - Супруг — Педро Паниагуа де Лоайса и Суньига, сеньор де Санта-Крус.
- Фульхенсио Браво де Гусман и Менесес (? — 1665), 5-й маркиз де Лансароте, двоюродный племянник 4-й маркизы. Сын Диего Браво де Гусмана и Манрике (? — 1660) и Марии де Падилья и Менесес, внук Франсиско Браво де Гусмана, сеньора де Ольмедильяс.
  - Супруга — Бальтасара де Базан Эррера и Рохас, дочь Франсиско де Базана, сеньора де Пеньяльба, и Констансы де Эррера Гусман и Рохас.
- Хуан Франсиско Дуке де Эстрада и Браво де Гусман (1644—1696), 6-й маркиз де Лансароте, сын Франсиско Дуке эе Эстрады и Манрике и Беатрис Марии Дуке эе Эстрада и Салазар. Двоюродный брат 5-го маркиза де Лансароте.
  - Супруга — Леонор Менесес Манрике (1647—1685)
  - Супруга — Тереза де Риваденейра (? — 1716).
- Мануэль Дуке де Эстрада и Менесес (1682—1710), 7-й маркиз де Лансароте. Сын предыдущего и Леонор Менесес Манрике.
  - Супруга — Роза Анна Мария Самано и Баррон де Фонсека (1685—1750), 6-я маркиза де ла Лапилья, дочь Хуана Хосе де Самано Урбина и Гуэрреро, 2-го маркиза де Вильябенасар, и Фаусты Мельчоры Баррон и Фонсека, 5-й маркизы де ла Лапилья.
- Леонор Дуке де Эстрада и Урбина (1706—1718), 8-я маркиза де Лансароте, единственная дочь предыдущего и Розы Анны Марии Самано и Баррон де Фонсека.
- Мартин Мануэль Гонсалес де Кастехон и Ибаньес де Сеговия (1663—1744), 9-й маркиз де Лансароте (с 1729 года), также 5-й маркиз де Грамоса, 1-й маркиз де Веламасан, виконт де лас Вегас-де-Матуте. Сын Мартина Педро Гонсалеса де Кастехона и Бельвиса (1633—1699) и Терезы Хасинты Ибаньес де Сеговия и Исаси.
  - Супруга — Анна Лаура де Кастехон и Кастехон (? — 1697), дочь Хиля Фадрике де Кастехона и Кастехона, 1-го маркиза де ла Солана, и Анхелы де Кастехон и Бельвис
  - Супруга — Агуэда Мария де Камарго и Ангуло (1662—1753), дочь Хосефа Антонио Камарго и Паскера, 1-го графа де Вильярреа, и Терезы де Ангуло и Рада.
- Мартин Николас Гонсалес де Кастехон и Гонсалес де Кастехон (1690—1765), 10-й маркиз де Лансароте, 6-й маркиз де Грамоса, 2-й маркиз де Веламасан, виконт де лас Вегас-де-Матуте. Сын предыдущего от первого брака с Анной Лаурой де Кастехон.
  - Супруга — Тереза Игнасия Давила и Суарес де Мендоса (1701—1735), 3-я маркиза де Альбасеррада, дочь Диего Давилы де Толедо и Гусмана, 1-го маркиза де Альбасеррада, 13-го графа де Корунья, и Леонор де Вела и Мальдонадо.
  - Супруга — Мария Мануэла де Вильялонга и Веласко (1708—1774), 4-я графиня де ла Куэва, дочь Франсиско де Вильялонги и Фортуны, 1-го графа де ла Куэва, и Каталины де Веласко и Рамирес де Арельяно.
- Мартин Мануэль Гонсалес де Кастехон и Давила (1728—1764), 11-й маркиз де Лансароте, 3-й маркиз де Веламасан, 16-й граф де Корунья, 16-й виконт де Ториха, граф же ла Ривера и 17-й виконт де лас Вегас-де-Матуте. Сын предыдущего от первого брака с Терезой Игнасией Давила и Суарес де Мендоса
  - Супруга — Бернарда де Сильва и Рабата, дочь Фернандо де Менесеса Сильвы и Масибради, 13-го графа де Сифуэнтес, и Каталины Луизы Рабаты и Эстрасольдо.
- Мария дель Пилар де Кастехон и Сильва (1750—1806), 12-я маркиза де Лансароте, 8-я маркиза де Грамоса, 4-я маркиза де Веламасан, 3-я маркиза де Альбасеррада, графиня де Корунья, виконтесса де Ториха, виконтесса де лас Вегас-де-Матуте. Дочь предыдущего и Бернарды де Сильвы и Рабаты.
  - Супруг — дядя Мартин Педро де Кастехон и Давила (1730—1793), 18-й граф де Корунья, маркиз де Беленья, граф де Паредес, виконт де Ториха.
  - Супруг — Мартин Педро де Кастехон и Сальседо (1734—1793), 2-й граф де Фуэртевентура и 4-й граф де Вильярреа.
- Мария Луиза де Сильва и Кастехон Пачеко и Вильялонга (1765—1825), 13-я маркиза де Лансароте, 10-я маркиза де Грамоса, 5-я маркиза де Веламасан, 5-я маркиза де Алькончель, 15-я графиня де Сифуэнтес, 9-я маркиза де Альбасеррада, графиня де ла Рибера. Дочь Хуана де Менесеса Сильвы и Рабаты, 14-го графа де Сифуэнтес, и Марии Бернарды Гонсалес де Кастехон и Вильялонга (1741—1775).
  - Супруг — Хуан Баутиста Мария де Керальт и де Пинос (1758—1803), 7-й граф де Санта-Колома, 5-й маркиз де Бесора, 5-й маркиз де Альболоте.
- Хуан Баутиста де Керальт и Сильва (1786—1865), сын предыдущей, 14-й маркиз де Лансароте, 11-й маркиз де Грамоса, 8-й граф де Санта-Колома, 9-й маркиз де Алькончель, 6-й маркиз де Бесора, 6-й маркиз де Альболоте, 10-й маркиз де Альбасеррада, 16-й граф де Сифуэнтес, 7-й граф де ла Куэва, 7-й граф де ла Ривера.
  - Супруга — Мария дель Пилар Букарелли Себриан и Фернандес де Миранда (1789—1828), 5-я маркиза де Вальеэрмосо, маркиза де Каньете, 8-я графиня де Херена, 10-я графиня де лас Амаюэлас, 9-я графиня де Фуэнклара, 6-я маркиза де Вальдекарсана, 10-я маркиза де Тарасена, 11-я графиня де Тахалу и виконтесса де Урсуа.
- Хуан Баутиста де Керальт и Букарелли (1814—1873), сын предыдущего, 15-й маркиз де Лансароте, 12-й маркиз де Грамоса, 6-й маркиз де Вальеэрмосо, 11-й граф де лас Амаюэлас, 9-й граф де Санта-Колома, 7-й маркиз де Альболоте, 7-й маркиз де Бесора, 10-й маркиз де Алькончель, 11-й маркиз де Альсеррада, 8-й граф де ла Куэва, 17-й граф де Сифуэнтес, 8-й граф де ла Ривера, 7-й маркиз де Вальдекарсана, 17-й маркиз де Каньете, 14-й маркиз де Тарасена, 11-й граф де Эскаланте, 17-й граф де Тахалу, 10-й граф де Вильямор, 8-й граф де Фуэнклара.
  - Супруга — Мария Доминга Бернальдо де Кирос и Колон Ларреатеги (1816—1884) дочь Антонио Марии Бернальдо де Кироса и Родригеса де лос Риоса, 6-го маркиза де Монреаль, маркиза де Сантьяго, 6-го маркиза де ла Симада, и Иполиты Колон де Ларреатеги и Бакедано, дочери 12-го герцога де Верагуа.
- Иполито де Керальт и Бернальдо де Кирос (1841—1877), сын предыдущего, 16-й маркиз де Лансароте, 13-й маркиз де Грамоса, 7-й маркиз де Вальеэрмосо, 12-й граф де лас Амаюэлас, 10-й граф де Санта-Колома, 8-й маркиз де Бесора, 11-й маркиз де Алькончель, 12-й маркиз де Альбасеррада, 9-й граф де ла Куэва, 9-й граф де ла Ривера, 8-й маркиз де Вальдекарсана, 18-й маркиз де Каньете, 15-й маркиз де Тарасена, 12-й граф де Эскаланте, 18-й граф де Тахалу и 11-й граф де Вильямор.
  - Супруга — Мария Эльвира Зинаида Фернандес-Макейра и Оянгурен (1845—1906), дочь Ремигио Фернандеса и Макейры и Фресии Оянгурен и Скуэлья.
- Энрике де Керальт и Фернандес-Макейра (1867—1933), старший сын предыдущего, 17-й маркиз де Лансароте, 14-й маркиз де Грамоса, 8-й маркиз де Вальеэрмосо, 13-й граф де лас Амаюэлас, 11-й граф де Санта-Колома, 12-й маркиз де Алькончель, 10-й граф де ла Куэва, 10-й граф де ла Ривера, 9-й маркиз де Вальдекарсана, 19-й маркиз де Каньете, 16-й маркиз де Тарасена, 13-й граф де Эскаланте, 19-й граф де Тахалу, 12-й граф де Вильямор, 11-й граф де Херена, 10-й граф де ла Куэва, 10-й граф де ла Ривера и виконт дель Инфантадо.
  - Супруга — Бригида Хиль-Дельгадо и Олосабаль (1889—1956), дочь Карлоса Антонио Валентина Хиль-Дельгадо и Такона и Марии Бригиды де Оласабаль и Гонсалес де Кастехон, 2-й маркизы де Берна.
- Энрике Керальт и Хиль-Дельгадо (1910—1992), сын предыдущего, 18-й маркиз де Лансароте, 15-й маркиз де Грамоса, 9-й маркиз де Вальеэрмосо, 12-й граф де Санта-Колома, 20-й маркиз де Каньете, 13-й маркиз де Алькончель, 14-й граф де лас Амаюэлас, 14-й граф де Эскаланте, 20-й граф де Тахалу, 13-й граф де Вильямор, 12-й граф де Херена, 11-й граф де ла Куэва и 11-й граф де ла Ривера.
  - Супруга — Мария Виктория де Чаварри и Поведа (1911 — ?), дочь Виктора де Чаварри и Андуиса, 1-го маркиза де Триано, и Марии Хосефы де Поведа и Эчагуэ.
- Луис Фелипе Бенитес Луго и Масьё (род. 1938), 19-й маркиз де Лансароте (с 1967 года), 11-й маркиз де ла Флорида (с 2008 года), 5-й маркиз де Арукас (с 2016 года), сын Луиса Бенитеса Луго и Асканио (1916—2008), 11-го маркиза де ла Флорида, и Марии дель Росарио Масьё и Фернандес дель Кампо, 3-й маркизы де Арукас (1917—2003).
  - Супруга — Мария Виктория Карраско и Сеговия.